# 加拿大太平洋航空
加拿大太平洋航空（1968-1986年间以CP Air名义运营），是加拿大一間曾存在的航空公司。该公司以溫哥華國際機場為基地，於1942年到1987年間提供國內及國際航班服務，至1987年併入加拿大國際航空（Canadian Airlines）。

## 历史

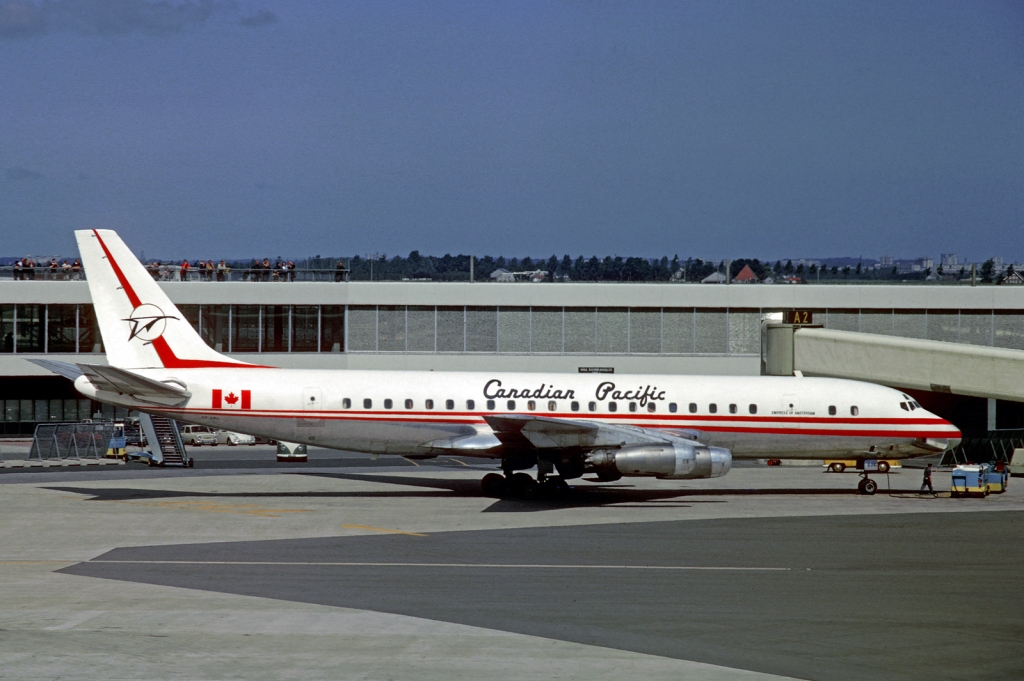
DC-8-43（1968年）

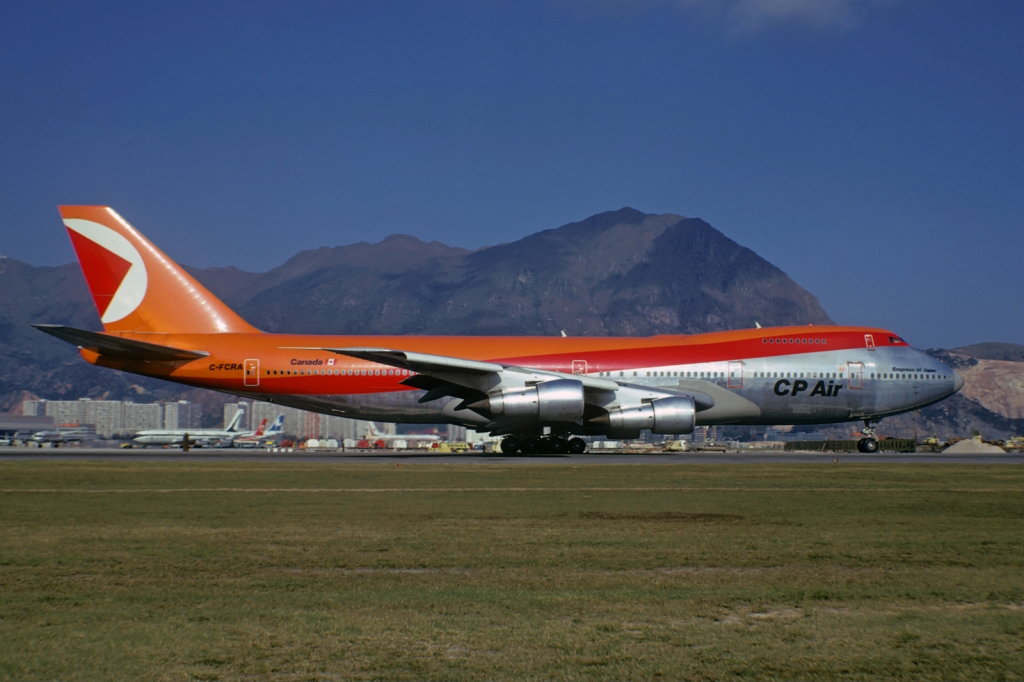
加拿大太平洋航空波音747-200客機在啟德機場（1974年）

1940年代初期，加拿大太平洋鐵路於短時間內收購了10間荒野航空公司，并在1942年收購西加拿大航空後成立了加拿大太平洋航空。
1968年，加拿大太平洋航空更名为为CP Air。与加拿大太平洋铁路旗下的其他子公司（包括CP Hotels、CP Ships、CP Transport等）的名称和设计保持一致。
加拿大太平洋航空在其大部分历史上与公营的环加拿大航空（Trans-Canada Air Lines，TCA，即后来的加拿大航空）争夺国际航线市场。尽管早期曾试图合并成一家国家航空公司，但加太航继续根据其以前的传统经营航线。
联邦政府规定了国内市场份额的限制，并通过国际协议，限制了加拿大太平洋航空可飞往的国家，并限制他们进入加拿大的主要航线（如温哥华-多伦多和多伦多-纽约）。这使加太航的传统航线（如伦敦和巴黎）遭到禁止，其被迫开发其他海外航线。
到了1970年代末和1980年代初，加拿大太平洋航空开创的许多航线（如温哥华-东京）已非常有利可图，以前的航线分配被认为是不公平的。1979年，联邦政府取消了加拿大航空洲际航班的固定市场份额。虽然这是加拿大太平洋航空长期被压制的一个条件，但它现在争先恐后地升级其机队，以扩大新的可用航线，如从温哥华到香港和上海的新的直航服务，同时在当时的阿姆斯特丹、罗马、东京和悉尼等航线上增加更多的航班，为加拿大航空在其传统领域的竞争增加做准备。这需要大规模的机队更新和10亿美元的相关债务。债务负担、竞争加剧和亚洲的经济衰退都对加拿大太平洋航空的未来不利。
1986年，在其接管东部省区航空（英语：Eastern Provincial Airways）后不久，加太航更改品牌形象，将名称由CP Air改回Canadian Pacific Airlines，并启用了新的海军蓝涂装和标志。
不到一年后，即1987年，加拿大太平洋航空与加拿大北方航空（英语：Nordair）一起以3亿美元的价格被出售给总部位于卡尔加里的西太平洋航空（PWA）。PWA承担了该航空公司6亿美元的债务。1987年4月，PWA宣布，合并后的航空公司的新名称为加拿大国际航空。2000年，加拿大国际航空被加拿大航空接管并合并。

## 轶事
該公司當時是加拿大的海陸空交通集團Canadian Pacific的子公司，它在中國的名稱是「昌興輪船」，因此，加拿大太平洋航空當時又被中國人稱為「昌興航空」。
該公司曾經被恐怖份子M.Singh先生（簡稱，其後證實是假名）利用，於1985年的6月22日，使用該公司的60號班機來運送他裝著炸彈的行李，最後造成了印度航空182號班機空難。
前香港名咀鄭經翰曾經是此航空公司的工程師。

## 机队
- 巴克利-格罗T8P-1
- 贝兰卡66-76巡洋舰
- 波音707-138B（1968年租赁）

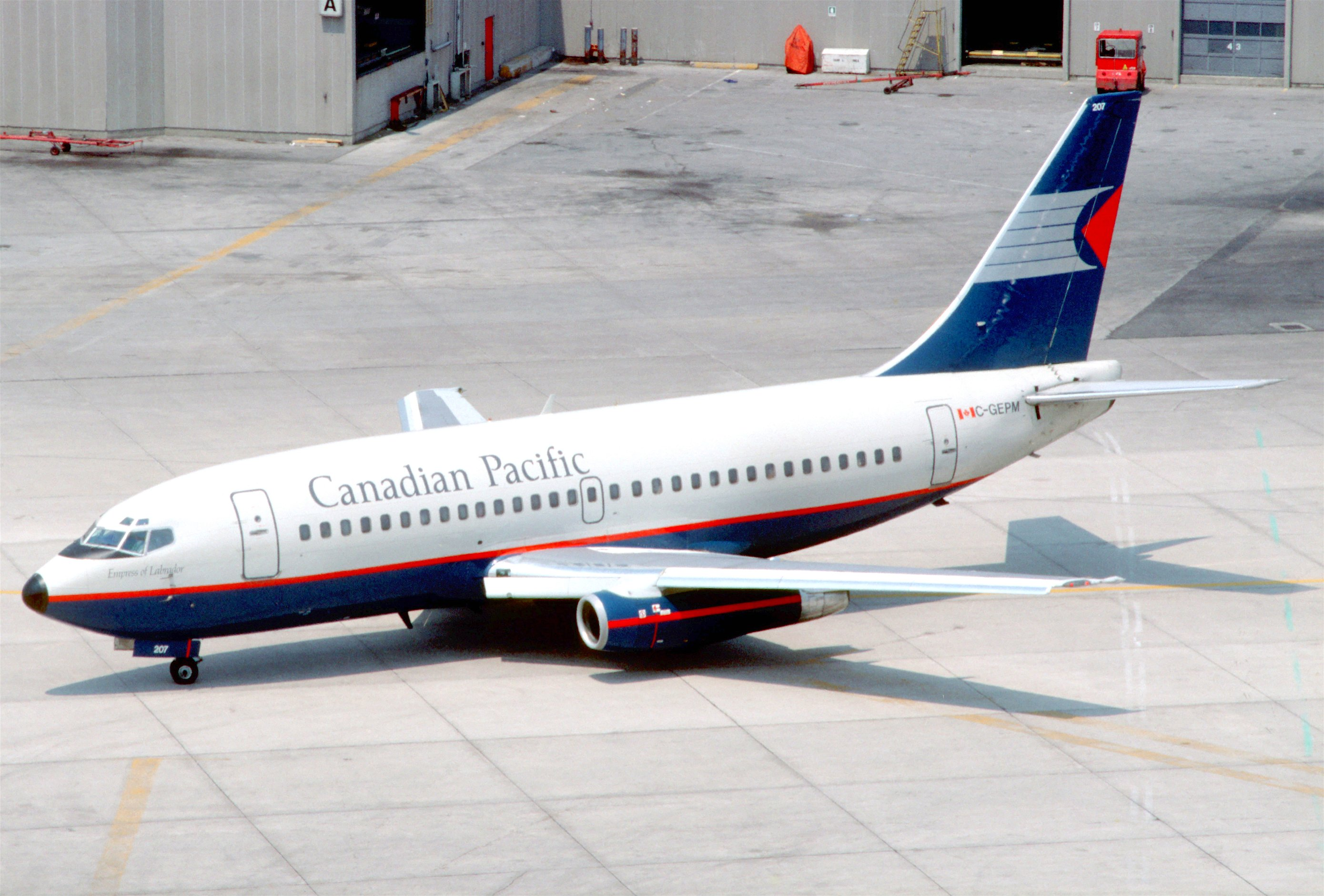
波音737-200的加太航末代涂装，后来成立的加拿大国际航空沿用了其底色

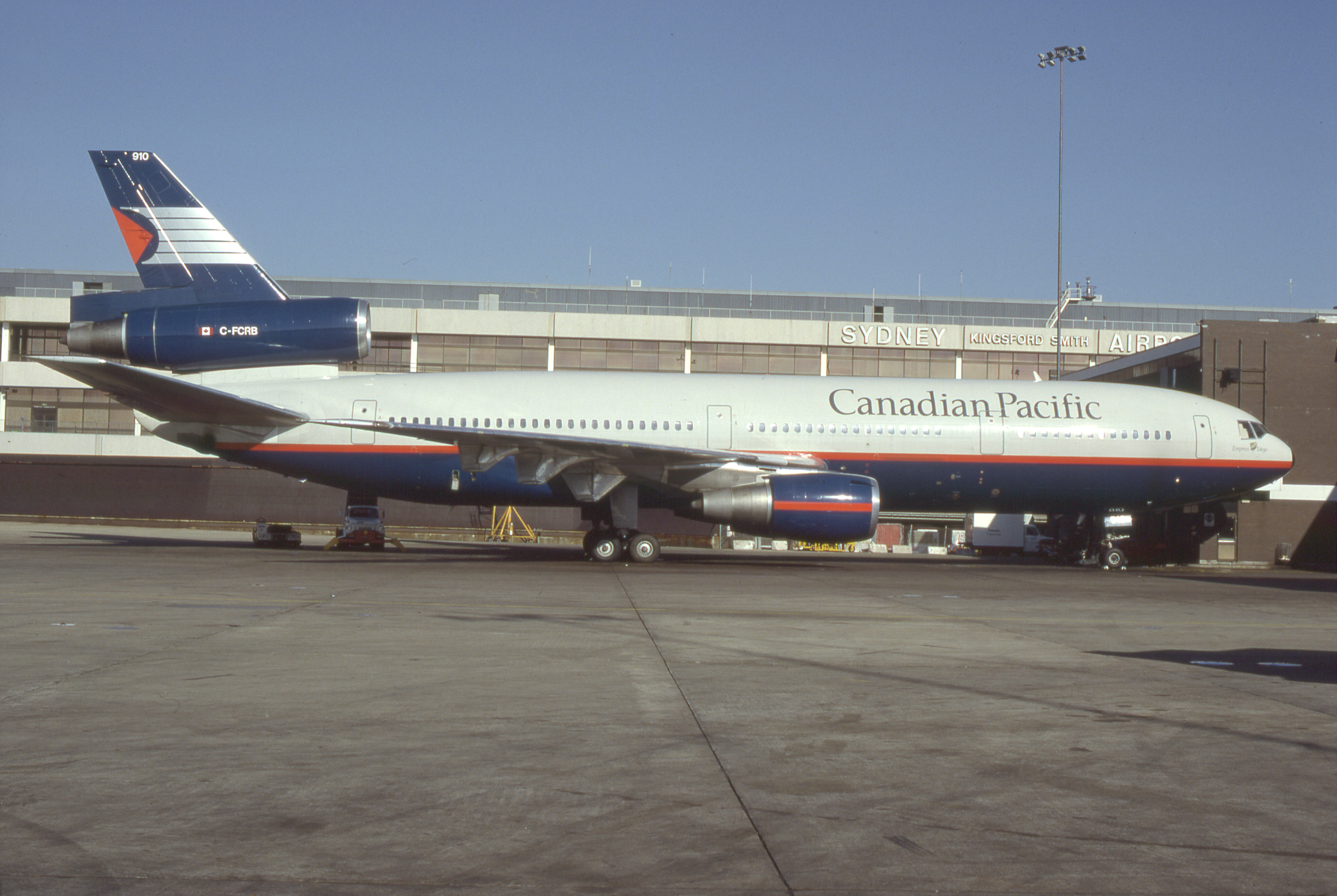
加拿大太平洋航空DC-10（末代涂装）

- 波音727-117（1969-1974，包括能够进行客/货运混合作业的Combi飞机）
- 波音727-217（1975-1984）
- 波音737-217/284（1968-1987）
- 波音737-3D1（1983-1987）
- 波音747-1D1（1973-1984）
- 波音747-211B（1978-1984）
- 波音767-217ER（已订购但后来取消）
- 布里斯托尔-不列颠尼亚
- 康维尔CV240（在加拿大北部航线上运营）[2]。
- 柯蒂斯-莱特C-46F突击队
- Canadair CL-4 North Star C-4-1
- 德-哈维兰D.H.89A "飞龙 "战斗机
- 德-哈维兰彗星（在投入服务前毁于一场事故）
- 加拿大德哈维兰DHC-3水獭飞机
- 道格拉斯C-54
- 道格拉斯DC-3
- 道格拉斯DC-4
- 道格拉斯DC-6
- 道格拉斯DC-8-40（1961-1980）
- 道格拉斯DC-8-50（1965-1966）
- 道格拉斯DC-8-63（1968-1983）
- 洛克希德18C-60A "洛德斯塔 "飞机
- 麦道DC-10-10（租赁自联合航空）
- 麦道DC-10-30（1977-1987）

名单并不完整，主要使用波音销售数据库的数据。

## 事故和意外
加拿大太平洋航空的班机曾发生（涉及）15起重大事故。

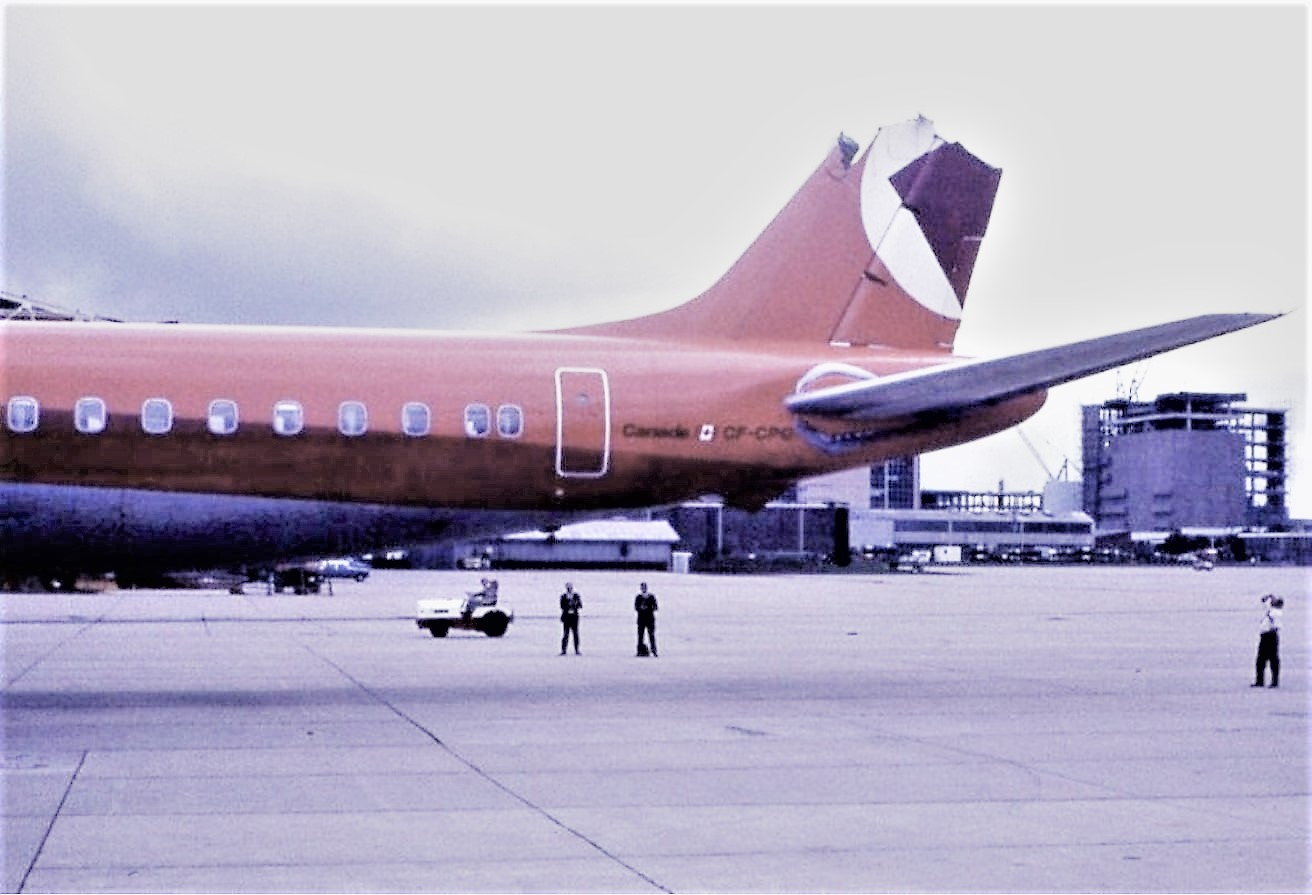
1971年在悉尼机场发生事故后的CF-CPQ。

1942年12月20日：一架洛克希德14-H2超级伊莱克特拉飞机在温哥华东部切姆山脉的威廉骑士山上坠毁，造成13人死亡（3名机组人员和10名乘客）。
1949年9月9日：一架道格拉斯DC-3飞机在从魁北克市到科莫湾的途中因机载炸弹而发生爆炸，机上23人全部遇难。
1950年2月9日：一架加拿大航空公司的C4飞机在东京羽田机场冲出跑道，坠入东京湾。所有乘客和机组人员获救。
1950年12月22日：一架道格拉斯DC-3在降落时撞上了不列颠哥伦比亚省奥卡纳根的一座山。18名乘客/机组人员中有2人死亡。
1951年7月21日：一架道格拉斯DC-4从不列颠哥伦比亚省的温哥华出发，前往阿拉斯加的安克雷奇，但在途中消失得无影无踪。最终，机上的37人都被宣布遇难。
1953年3月3日：一架德哈维兰DH-106彗星飞机在巴基斯坦卡拉奇起飞时坠毁，当时正在进行一次货运飞行。11名乘客/机组人员全部遇难。
1953年5月11日：一架Consolidated PBY-5A Catalina飞机在不列颠哥伦比亚省鲁珀特王子城坠落，2人死亡。
1956年8月29日：一架道格拉斯DC-6B在阿拉斯加Cold Bay附近由于飞行员的失误而错过了着陆，坠毁。22名乘客/机组人员中有15人死亡。
1962年7月22日：一架布里斯托尔-不列颠尼亚314飞机在夏威夷的檀香山坠毁。40名乘客/机组人员中的27人死亡。
1965年7月8日：一架执飞加拿大太平洋航空21号航班的道格拉斯DC-6B飞机在不列颠哥伦比亚省的Dog Creek附近坠毁，一枚炸弹将其尾部炸飞。52名乘客/机组人员全部遇难。
1966年3月4日：一架执飞加拿大太平洋航空402号班机的麦道DC-8-43飞机在东京羽田机场降落时因能见度低而坠毁。72名乘客/机组人员中有64人死亡。
1968年2月7日：一架从标准航空公司（西雅图）租赁的波音707-138B在从檀香山起飞后，在低能见度下试图降落时，在温哥华撞上了飞机和建筑物；60名机组人员和乘客幸存下来，但一名空姐死亡，地面上也有一人死亡。
1971年1月29日：一架跨澳大利亚航空公司的波音727-100（注册号为VH-TJA）正在运营从悉尼到珀斯的TN592航班。在悉尼16号跑道上准备起飞时，VH-TJA的底部撞到了一架加拿大太平洋航空的DC-8-63（注册号为CF-CPQ）的机翼顶部，后者在降落后未能清空跑道。DC-8的上半部分被撞断，B727-76安全着陆，机身下部被撞破。没有人受伤或死亡。
1974年11月29日：一架执飞加拿大太平洋航空71号班机的波音737飞机在从温尼伯到埃德蒙顿的途中被劫持飞往塞浦路斯。该航班最终安全降落在萨斯喀彻温省的萨斯卡通，没有人死亡，但劫持者多次用餐刀攻击作为人质的一名空姐。
1985年6月23日：涉及印度航空182号班机空难。